# ラウガルタルスヴェルル
ラウガルタルスヴェルル（Laugardalsvöllur (アイスランド語発音: [ˈlœiːɣartalsˌvœtlʏr̥])）は、アイスランドの首都レイキャヴィークにある陸上競技場で、主にサッカー国内代表の試合が中心である。

## 概要
最初の観客席が完成したのは1958年のことである、向正面側は1997年に完成。2006年には最初の観客席の改装を行った。2つの仮設の観客席を持ち込めば1,500席増やすことができる。
最多観客動員数は、2004年8月18日に行われたアイスランド対イタリア戦の親善試合での20,204人である。結果は2-0でアイスランドが勝ったため波乱を呼んだ。

## ギャラリー

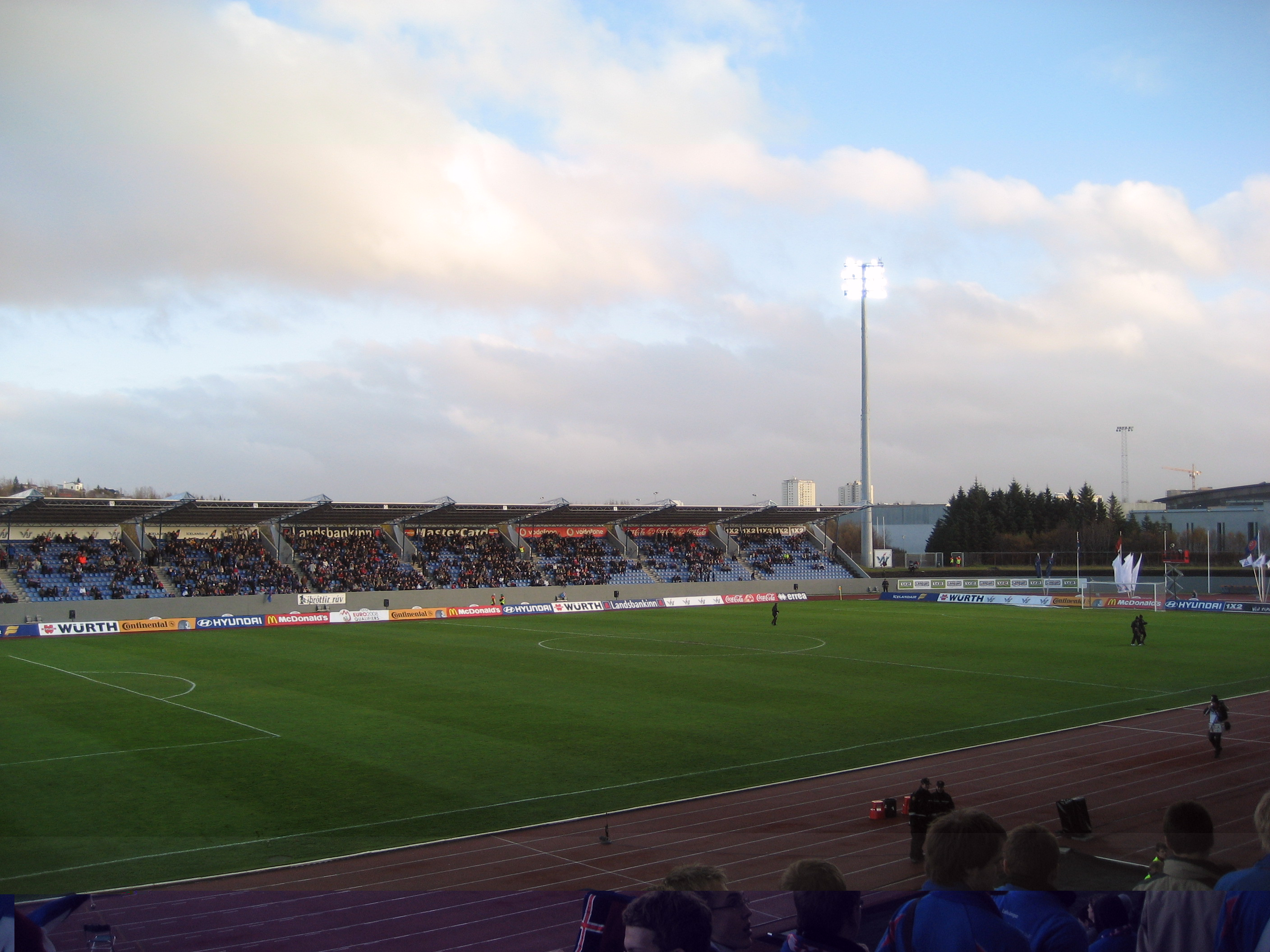
EURO 2008予選時のラウガルタルスヴェルル
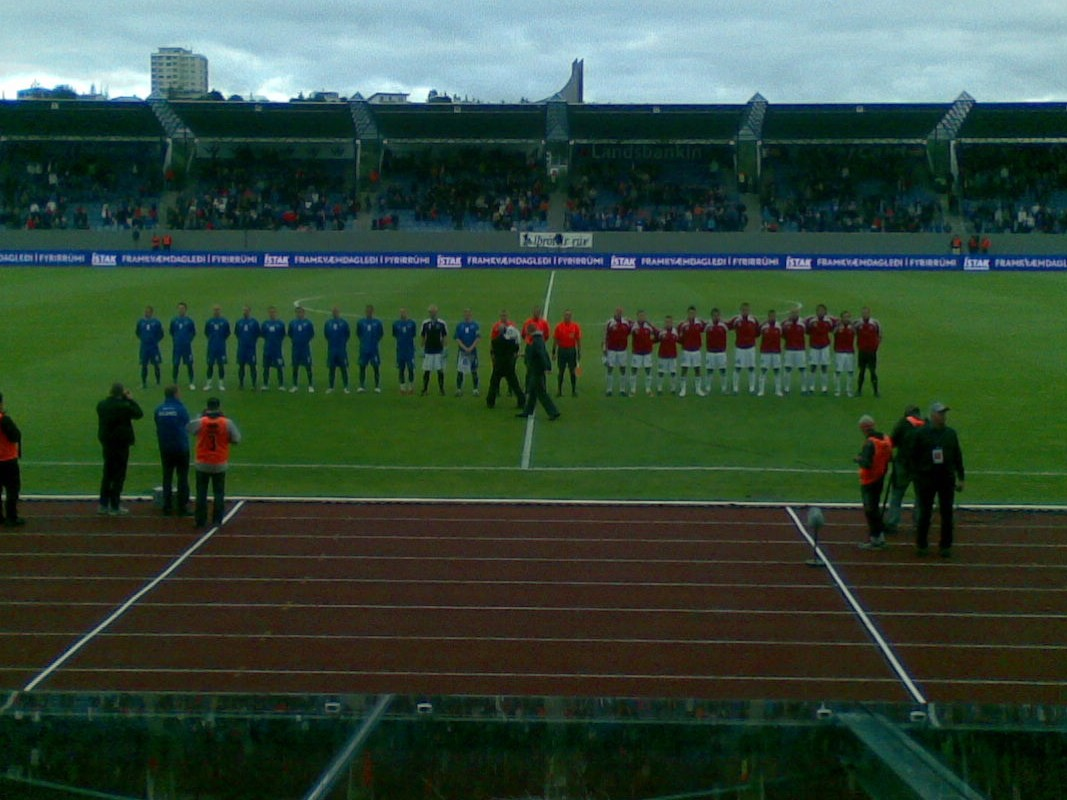
2009年に行われたアイスランド vs. スロバキアの親善試合の様子。